# Rue du Coq-d'Inde (Bruxelles)
Pour l’article homonyme, voir Rue du Coq-d'Inde.
La rue du Coq-d'Inde (en néerlandais : Kalkoenschen Haan straat) est le nom qu'avait la partie de la rue des Minimes qui allait par une bifurcation jusqu'à la place du Grand-Sablon (ou "Marché aux Chevaux").
Cette rue qui remontait au Moyen Âge tirait son nom de l'auberge "Den Kalkoenschen" qui était située au coin du Sablon.
Elle fut rasée en 1895 afin de permettre la continuation de la rue des Minimes jusqu'au Sablon.